# 517104 Redinger
517104 Redinger è un asteroide della fascia principale. Scoperto nel 2013, presenta un'orbita caratterizzata da un semiasse maggiore pari a 2,7757620 au e da un'eccentricità di 0,0379669, inclinata di 3,80128° rispetto all'eclittica.